# Pečky
Pečky (německy Petschek, dříve též Pečky na dráze, Pečky Podblatné) jsou město ležící v okrese Kolín asi 15 km severozápadně od Kolína. Žije zde přibližně 4 900 obyvatel. V roce 2011 zde bylo evidováno 1312 adres. Součástí města Pečky je i sídlo Velké Chvalovice.
Pečky je také název katastrálního území o rozloze 6,76 km².

## Přírodní poměry
Pečky leží v Nymburské kotlině asi 10 km jihozápadně od Poděbrad a jsou nejmladším městem kolínského okresu. Od jihu se k Pečkám přibližuje území Českobrodské tabule, která je současně s Nymburskou kotlinou součástí České tabule, zasahující na severu k Lužickým horám, na západě k Mostecké pánvi a na východě k Podorlické pahorkatině. Jihozápadně od Peček se zdvíhá Hornosázavská pahorkatina, která náleží k soustavě Českomoravské.
Území okolí města je typickým nížinným regionem s nadmořskou výškou kolem 200 metrů a příznivými klimatickými a půdními podmínkami, předurčujícími ho k zemědělské výrobě.

## Historie
Pečky jsou jednou z nejstarších obcí na Kolínsku. První písemně doložená zmínka o Pečkách, je z roku 1225, kdy se v darovací listině krále Přemysla Otakara I. připomíná jako svědek Jan z Peček. 

K rozvoji obce dochází od poloviny 19. století v souvislosti s vybudováním železniční tratě Olomouc–Praha, které hospodářsky zhodnotilo úrodné zemědělské zázemí Polabské nížiny a její lidnatost. Nádraží zde bylo vybudováno v letech 1843–1845, původně jakožto stanice pro Poděbrady, se stejnojmenným názvem, V letech 1846 až 1847 tu byl díky tomu proslulým německým odborníkem Karlem Weinrichem starším postaven u železnice malý cukrovar na řepný sirup, později několikrát významně rozšířený. Roku 1863 vznikl na jihu města při silnici na Radim další cukrovar, tentokrát rolnický akciový, zpracovávající surový cukr. Roku 1872 pak byla v dnešní třídě 5. května (dnes areál ZPA) založena Chemická továrna na umělá hnojiva, spódium, kostní klih a kyselinu sírovou. V továrně, která se stala roku 1898 filiálkou kolínské továrny na lučebniny, pracovalo asi 160 zaměstnanců. Roku 1882 byla ve stejné ulici blíže k nádraží postavena Továrna se slévárnou bratří Jouzů, podnik s asi 130 zaměstnanci vyrábějící zemědělské stroje i např. jízdní kola. Tato firma získával postupně na významu. V roce 1899 byla postavena další továrna Suchý, Jouza a Čáp v Chrástu u Plzně, kde byl jednatelem firmy jmenován Boleslav Čáp. Tato továrna před první světovou válkou zaměstnávala 240 zaměstnanců. Následovaly pak další strojírenské a chemické závody – v roce 1893 strojírna a slévárna Josefa Suchého v Chvalovické ulici (od 1956 TONA, dnes ZPA automotive), roku 1895 závod kamenicko-sochařský Antonína Svobody a továrna na cikorku (později Perla, produkce chemických výrobků pro pivovarnictví), roku 1891 Bauerova chemická továrna v Žerotínově ulici (od roku 1908 továrna Josefa Schulze na secí stroje). A nakonec v roce 1915 byly vedle železnice v ulici Petra Bezruče postaveny automatické mlýny (od 1922 bratří Havránků).

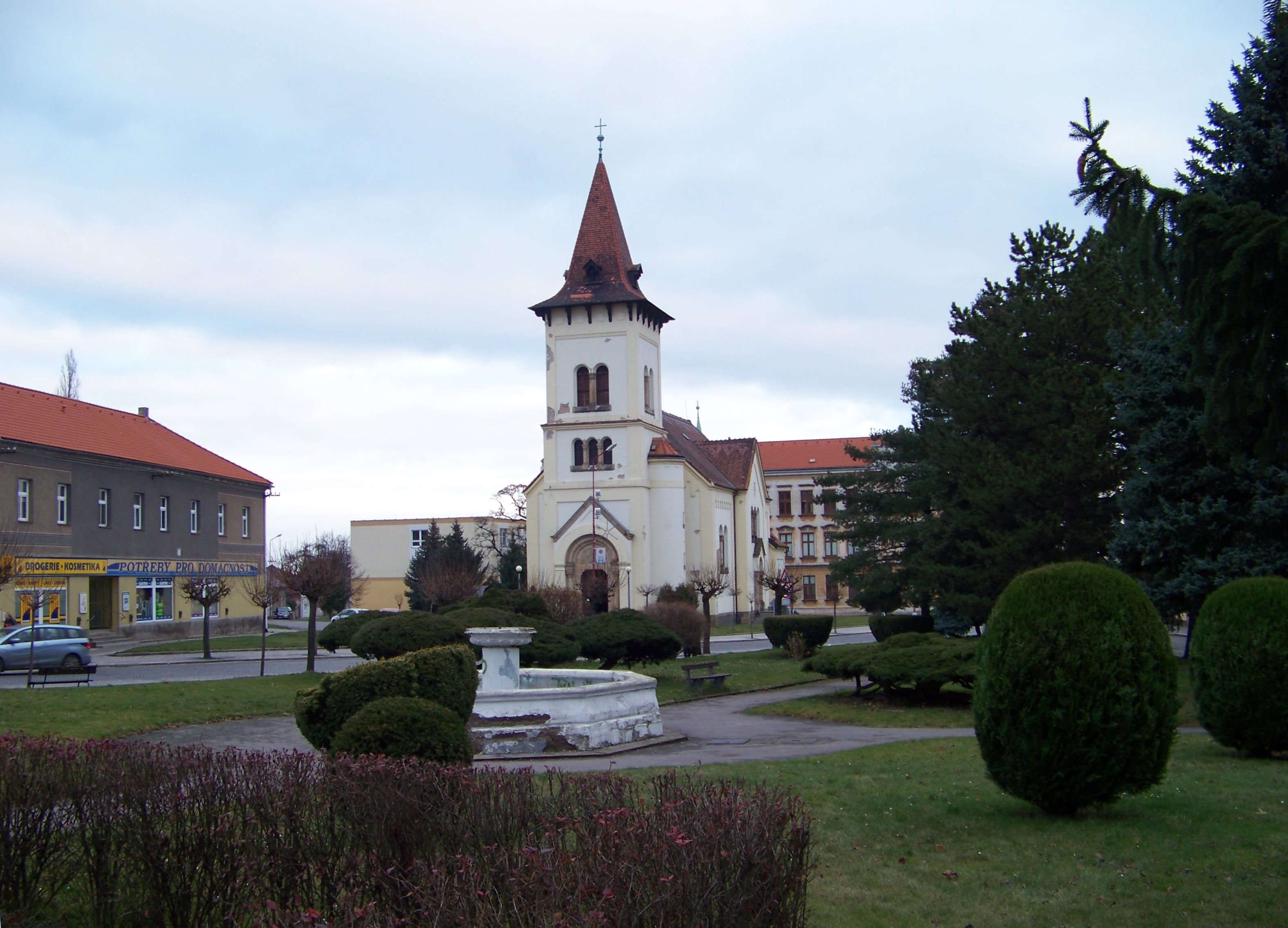
Kostel sv. Václava v Pečkách s kašnou na Masarykově náměstí

Díky industrializaci se počet obyvatel Peček mezi lety 1850 až 1930 znásobil šestkrát a před druhou světovou válkou to již bylo více než čtyřtisícové město. Díky tomuto rozvoji se Pečky roku 1879 staly městysem, ale na město byly přes velké úsilí povýšeny až v roce 1925. V roce 1931 byl městu udělen městský znak, jehož horní část představuje symbol významného pečeckého průmyslu, dolní levá část cukrovou homoli (je paradoxní, že tehdy již cukr v Pečkách vyráběn nebyl) a pravá dolní část představuje zlatý klas, což je symbol zemědělských kořenů města.
Rostoucí Pečky stavěly nové reprezentativní stavby. Roku 1901 byla dokončena budova nové radnice na náměstí, v roce 1912 byly dokončeny nové nádraží a katolický kostel sv. Václava, roku 1914 byla vztyčena socha mistra Jana Husa od Stanislava Suchardy a v letech 1913 až 1915 byl pak postaven pozoruhodný kubistický kostel Českobratrské církve evangelické. Pečky vybudovaly i novou školu a sokolovnu.
Velká hospodářská krize však město citelně zasáhla, roku 1929 byla zrušena výroba v obou cukrovarech, ve kterých pracovalo dohromady přes 1000 lidí. Nicméně tehdy byl také postaven jeden z hlavních monumentů průmyslového města. V roce 1932 byl totiž dokončen pečecký vodojem. Ve stejném roce bylo postaveno i skladiště Hospodářského družstva v Kouřimi vedle železnice. Po válce byl průmysl samozřejmě znárodněn a hlavním průmyslovým zaměstnavatelem se postupně staly TONA a ZPA. Nicméně město již stagnovalo a po roce 1989 průmyslová výroba klesala.
Ve městě je řada zachovaných průmyslových objektů.

### Územněsprávní začlenění
Dějiny územněsprávního začleňování zahrnují období od roku 1850 do současnosti. V chronologickém přehledu je uvedena územně administrativní příslušnost obce v roce, kdy ke změně došlo:
- 1850 země česká, kraj Jičín, politický i soudní okres Poděbrady[14]
- 1855 země česká, kraj Čáslav, soudní okres Poděbrady
- 1868 země česká, politický i soudní okres Poděbrady
- 1939 země česká, Oberlandrat Kolín, politický i soudní okres Poděbrady[15]
- 1942 země česká, Oberlandrat Praha, politický i soudní okres Poděbrady[16]
- 1945 země česká, správní i soudní okres Poděbrady[17]
- 1949 Pražský kraj, okres Poděbrady[18]
- 1960 Středočeský kraj, okres Nymburk
- 1996 Středočeský kraj, okres Kolín[19]
- 2003 Středočeský kraj, obec s rozšířenou působností Kolín

### Rok 1932
Ve městě Pečky (4142 obyvatel) byly v roce 1932 evidovány tyto živnosti a obchody (výběr):
- Instituce a průmysl: poštovní úřad, telegrafní úřad, telefonní úřad, četnická stanice, katol. kostel, evang. kostel, sbor dobrovolných hasičů, cukrovar, Elektrický podnik města, chemická továrna na vyrábění lučebnin, Perla chemická továrna, 2 továrny na kávoviny, mlýn, továrna na nábytek, stavby vodní, továrny na stroje Bratři Jouzové, továrna na hospodářské stroje, továrna na obráběcí stroje, továrna na korkové zátky
- Služby: 3 lékaři, zvěrolékař, 2 advokáti, autodílna, 3 autodopravy, autodrožka, bio Republika, časopis Středočeská obrana, 2 drogerie, 3 fotoateliéry, 13 hostinců, 3 hotely (U Karla IV., U lva, Slavie), 3 kapelníci, 2 knihaři, 2 knihkupectví, knihtiskárna, lékárna, Městská spořitelna, Občanská záložna Kouřim, Občanská záložna v Poděbradech, Živnostensko-občanská záložna v Pečkách, stavitel, 3 zahradnictví, zubní ateliér

V obci Velké Chvalovice (820 obyvatel, samostatná obec se později stala součástí Peček) byly v roce 1932 evidovány tyto živnosti a obchody: obchod s cukrovinkami, 2 hostince, kovář, krejčí, 3 obuvníci, 2 pekaři, obchod s lahvovým pivem, 3 rolníci, řezník, obchod se smíšeným zbožím, trafika, truhlář, velkostatek

### Vývoj a investice ve městě po roce 1989
V průběhu posledních několika let došlo v tvářnosti města k řadě změn. Vyrostl nový dům s pečovatelskou službou. Současně se stavbou domu s pečovatelskou službou vyrostla také víceúčelová sportovní hala. Hala je zajímavá i svojí konstrukcí a technologií výstavby, určenou původně pro výstavbu vojenských objektů, skladů a hangárů. Je tvořena samonosnými profilovanými díly, vyráběnými přímo na místě stavby a montovanými na vyzděný základ.
V roce 2003 byla dokončena první etapa silničního obchvatu, odvádějícího těžkou tranzitní dopravu mimo obydlené oblasti města.
Inženýrské sítě byly rozšířeny o rozvody kabelové televize, nabízející obyvatelům města nejenom širokou nabídku televizních programů vč. městského informačního kanálu, ale také vysokorychlostní připojení k síti internet s přenosovou rychlostí 512 kbit/s v základní nabídce.
12. prosince 2021 bylo prostranství v městské části Bačov přejmenováno na Náměstí Vladimíra Renčína na počest nedožitých 80. narozenin významného kreslíře a zdejšího rodáka Vladimíra Renčína. Na náměstí vznikla také kruhová lavička vyzdobená Renčínovými kresbami.

### Pečecký region
Jednou z posledních významných investic je projekt Dobrovolného svazku obcí Pečecký region, jehož garantem se město stalo. V rámci něj byla rekonstruována bývalá školní budova z konce 19. století a namísto školní jídelny která zde sídlila, zde díky dotacím EU vzniklo Vzdělávací centrum Pečecka, nabízející nejširší veřejnosti možnost dalšího vzdělávání, především v jazykových kurzech, kurzech ovládání počítače a dalších.

## Pamětihodnosti

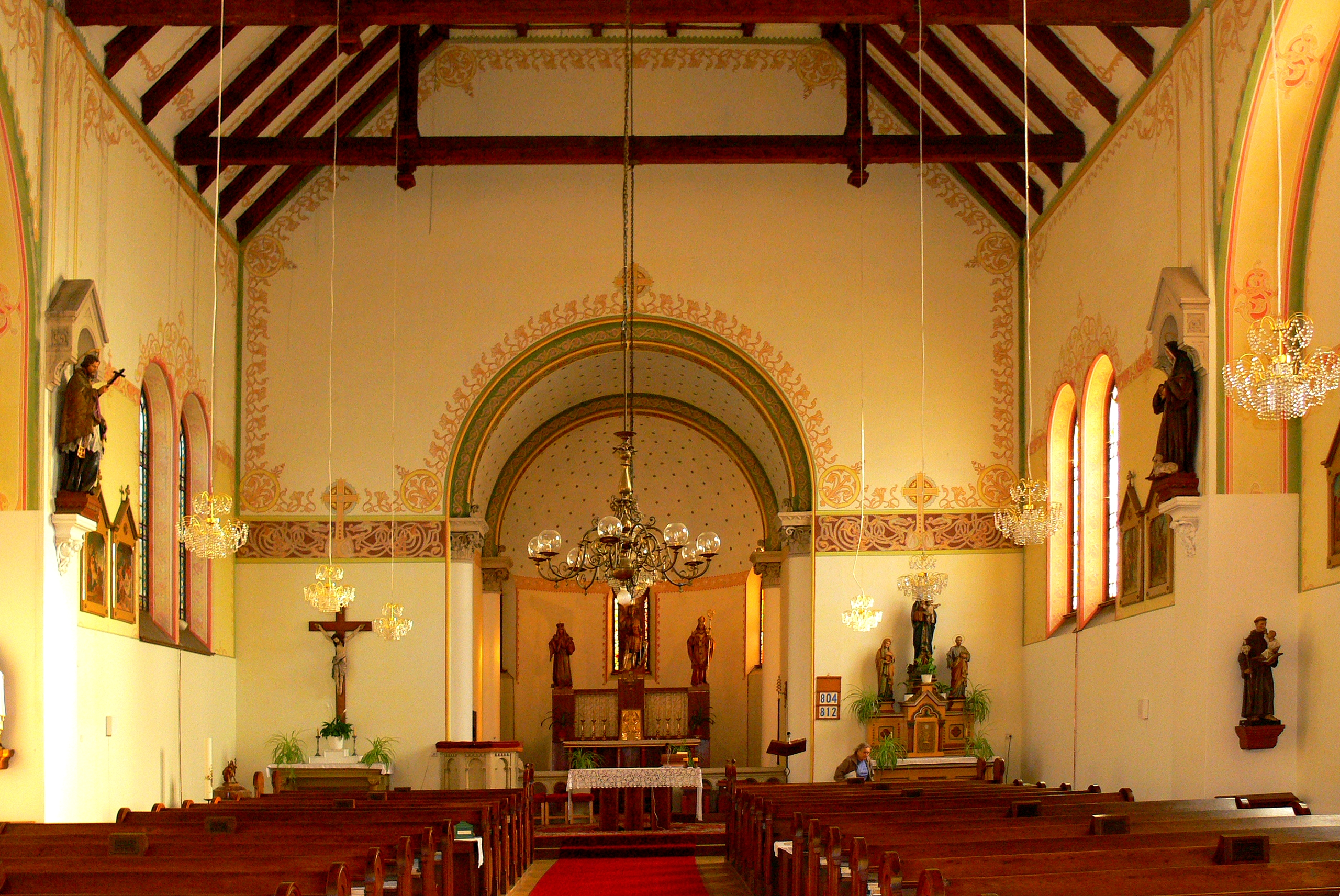
Interiér kostela sv. Václava

- Kostel sv. Václava na Masarykově náměstí byl postaven mezi lety 1906 a 1912 v pseudorománském stylu kolínským architektem Josefem Sklenářem podle návrhu Jaroslava Štěrby z Prahy. Objekt je jednolodní, má hranolovou věž a půlkruhovou apsidu. Interiér doplňují obrazy ze života sv. Václava od Františka Urbana a oltář se dvěma sochami v lodi od Františka Chraváta z roku 1943. Vysvěcen 1913. Roku 2001 rekonstruován.[23] Vedle kostela stojí funkcionalistická katolická fara z roku 1941, projektovaná Františkem Čermákem.[24]
- Kostel Českobratrské církve evangelické na Husově náměstí byl postaven v kubistickém slohu v letech 1913 až 1915 podle návrhů Oldřicha Lisky, slavnostně otevřen však byl až po první světové válce, roku 1918. Tento kostel je architektonicky velmi významný, neboť je jedním ze dvou kostelů na světě vybavených kubistickým interiérem (druhým je Betlémská kaple na Žižkově). Je jedinečným dokladem raného kubismu s omezenou barevností a zborcenými plochami. Na dobře zachovalém kostele je originální také zavěšení armovaného sádrového stropu na snýtovaných ocelových nosnících, posazených na betonovém věnci.[25] Vedle kostela stojí kubistická evangelická fara, postavená v letech 1912 až 1914 taktéž podle projektu Oldřicha Lisky.[26]

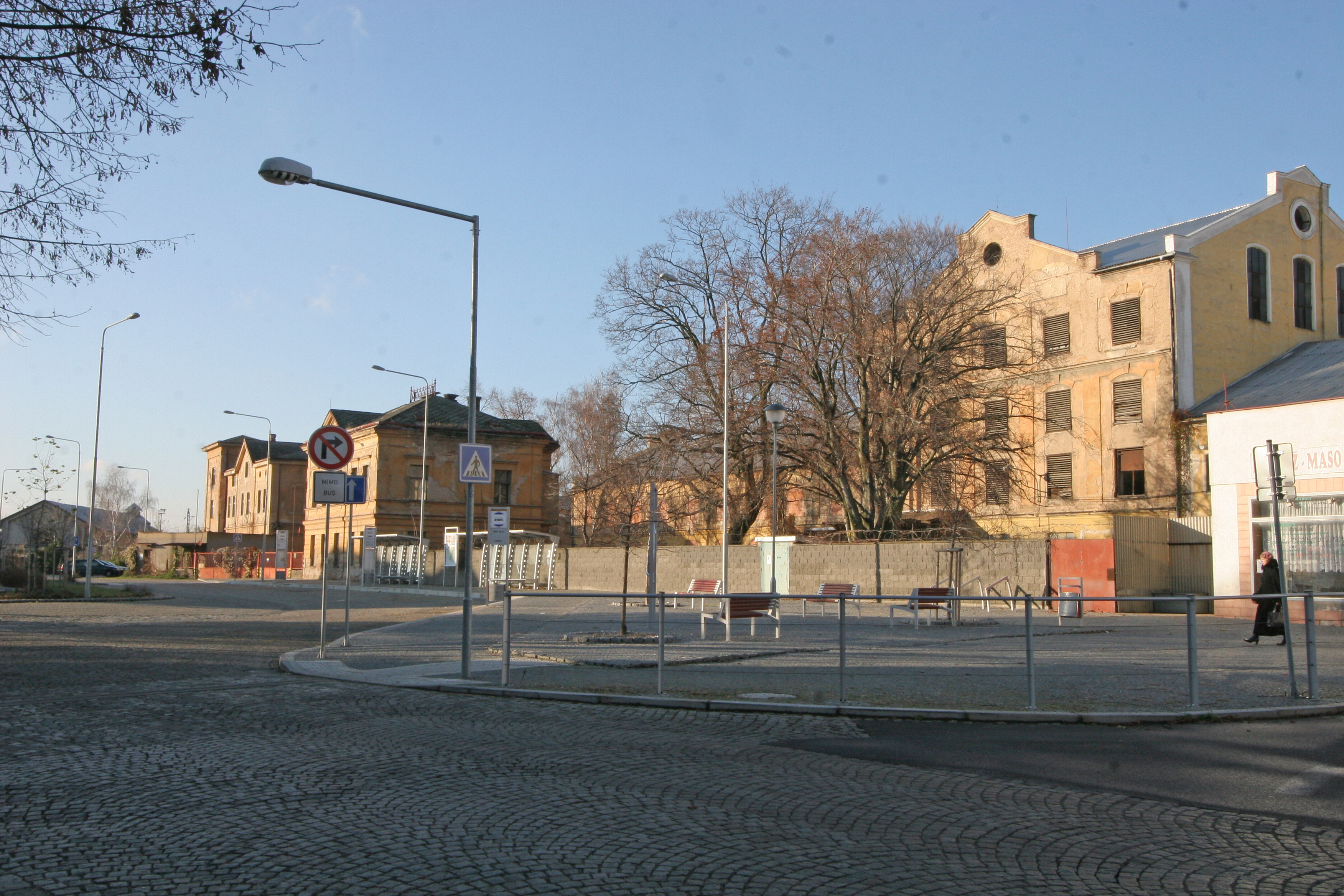
Areál Weinrichova cukrovaru naproti nádraží

- Weinrichův cukrovar je monumentální soubor budov naproti nádraží. Byl založen Karlem Weinrichem v letech 1846 až 1847. Malou továrnu roku 1860 převzal a postupně rozšířil po otcově smrti syn Mořic. V roce 1876 převzal pečecký rolnický cukrovar, ale roku 1884 zkrachoval. Od roku 1889 cukrovar fungoval už jako akciová společnost Pečecká refinerie cukru, byl rekonstruován, roku 1897 ale vyhořel a byl pak opět výrazně přestavěn. Cukrovar vyvážel svůj produkt do celého světa, ale roku 1929 byla výroba zrušena a areál sloužil jako sklad. Objekty pak často měnily majitele i využití, dnes je v majetku ZZN.[27] Převážná část dochovaných budov pochází z přestavby po požáru na sklonku 19. století, původní strojní zařízení zde však již není. Zbořeny byly také tři vysoké tovární komíny. Tento cukrovar je jedním ze symbolů města (cukrovou homoli mají Pečky ve znaku).

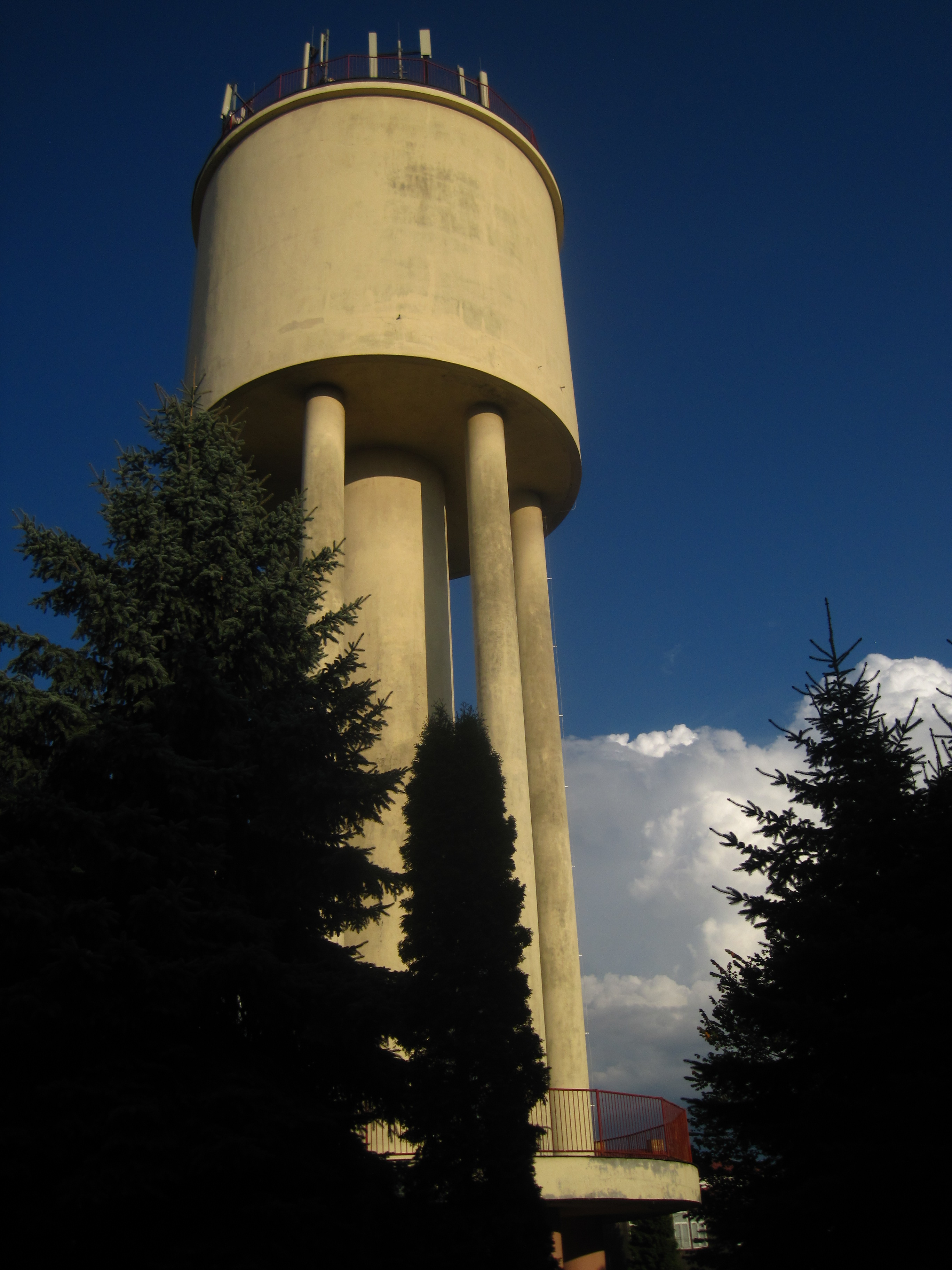
Památkově chráněný vodojem

- Vodojem byl postaven v letech 1930 až 1932 firmou Jana Vladimíra Hráského, pravděpodobně podle projektu architekta Františka Jandy. Roku 2011 byla zdaleka viditelná věž vodojemu, jedno z poznávacích znamení Peček, prohlášena za kulturní památku.[28]
- Silo, původně skladiště kouřimského hospodářského družstva v ulici Petra Bezruče (čp. 692) vedle železnice, pochází z let 1931 až 1932.[29] Dnes je areál využit k prodeji stavebnin.
- Hynkův mlýn, někdy též „Hoření mlýn“ v ulici 5. května na jihu města, je poprvé doložen roku 1520 jako majetek Karla Radimského ze Slavkova. Později měnil majitele, byl např. v držení rodiny Morávků či od roku 1897 knížete Jana z Lichtenštejna. Roku 1900 ho získal Benedikt Hynek, jehož rodina ho po restituování v roce 1992 vlastní dodnes. Budova mlýnice a brána pocházejí z roku 1808.[30]
- Křížův mlýn na východě města ve Sladkovského ulici (čp. 73) pochází z roku 1747, roku 1848 přestavěn a dnes slouží k výrobě krmných směsí.[31][32]
- Automatické válcové mlýny bratří Havránků (ulice Petra Bezruče, čp. 476) byly založeny roku 1915 a byly dimenzovány na kapacitu dvou vagónů denně. Několikrát změnily majitele, než se roku 1922 dostaly do majetku bratrů Havránkových z Olešky u Kostelce nad Černými lesy. Ti zde zařídili na krátkou dobu i velkopekárnu. Později je připomínán jako majitel již jen František Havránek, jehož jméno je na budově stále viditelné.[33]
- Radnice ve stylu české novorenesance na východní straně Masarykova náměstí se začala stavět koncem 90. let 19. století a byla dokončena stavitelem Janem Sklenářem roku 1901. Věžní hodiny dodal Karel Adamec st. z Čáslavi. Roku 2001 byla budova rekonstruována.[31] Před radnicí je v parku také pseudorenesanční kašna z 2. poloviny 19. století.[34]
- Železniční stanice Pečky byla postavena v roce 1912. Nahradila již nedostačující staniční budovu z roku 1845, přičemž Pečky o její stavbu zažádaly Ministerstvo železnic ve Vídni již v roce 1903.[35]
- Muzeum papírových betlémů[36]
- Lavička Vladimíra Renčína odhalená roku 2021[22]
- Pamětní síň firmy Bratří Jouzové[37] – Firmu BRATŘÍ JOUZOVÉ v Pečkách na dráze založili v roce 1874 bratři Josef a Václav Jouzovi. Ve své době byla továrna velmi významnou součástí průmyslového rozkvětu Peček na konci 19. a v první polovině 20. století. Továrna vyráběla nejen zemědělské stroje jako mlátičky, secí stroje, žentoury, čističky obilí, výfukové řezačky, ale také benzínové i naftové motory, soustruhy a cestovní kola. V Pamětní síni jsou umístěny základní dokumenty o vzniku a historii továrny, ve venkovní expozici jsou zemědělské stroje, jako např. mlátička, secí stroj, čisticí mlýnek, řezačka nebo ruční mlátička.

## Osobnosti
- Josef Křovák (1884–1951), geodet
- František Jiří Mach (1869–1952), hudební pedagog a skladatel
- Vladimír Renčín (1941–2017), kreslíř, karikaturista
- Václav Štěpán (1889–1944), klavírista, skladatel, pedagog a muzikolog
- Karel Truksa (1885–?), architekt
- Jiří Kusý (1948–2016), operní sólista a římskokatolický kněz
- Tomáš Kuchař (* 1976), fotbalista

## Zajímavost
Podle německého názvu Peček se jmenuje podnikatelská rodina Petschků.

## Doprava
Dopravní síť

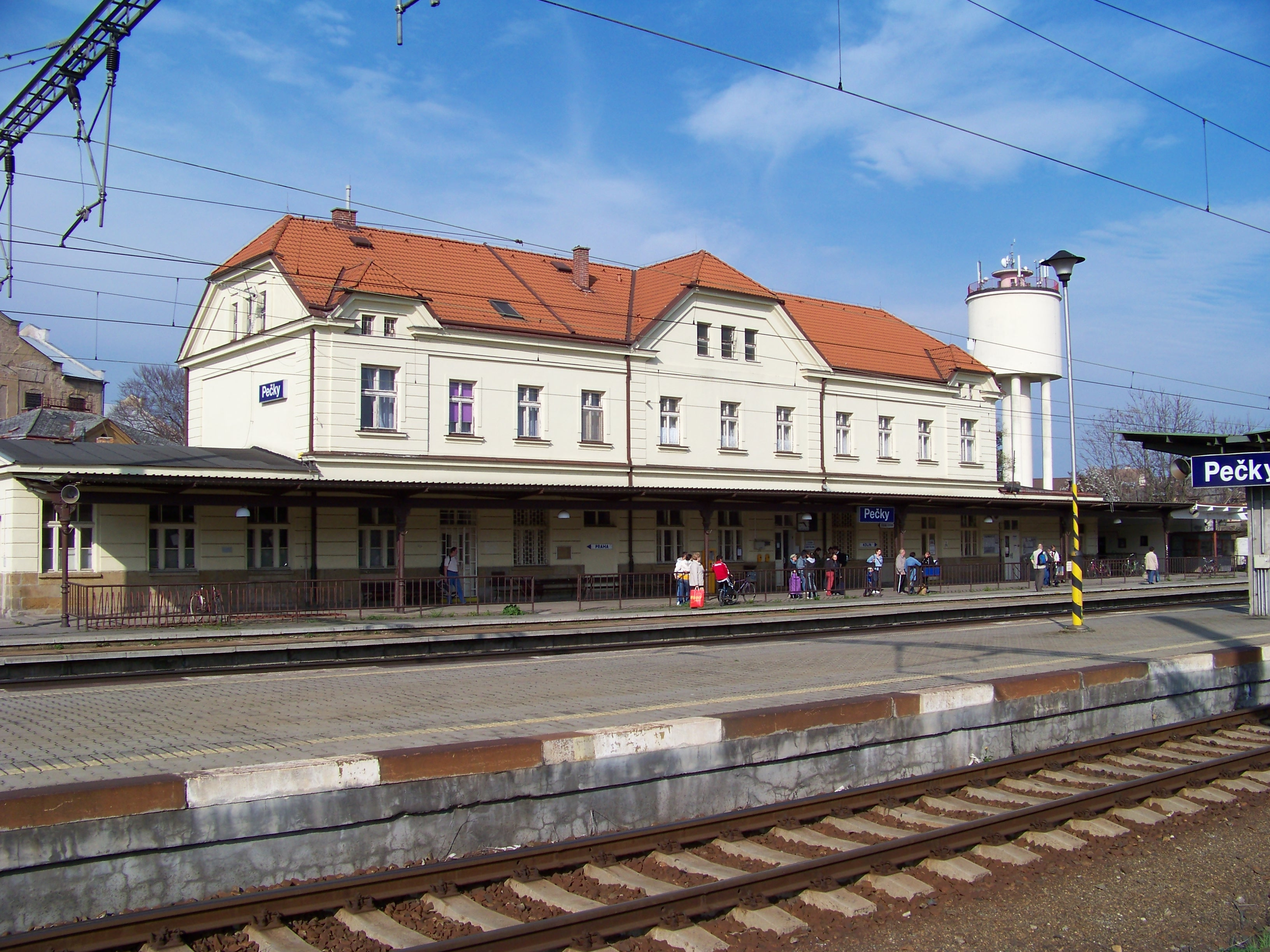
Nádraží v Pečkách s vodárenskou věží v pozadí

- Pozemní komunikace – Městem prochází silnice II/329 Křinec – Poděbrady – Pečky – Plaňany.
- Železnice – Město leží na železniční trati Praha–Kolín, z níž odbočuje trať Pečky–Kouřim. Železniční trať Praha–Kolín je dvoukolejná elektrizovaná celostátní trať zařazená do evropského železničního systému, součást 1. a 3. koridoru. Doprava byla zahájena roku 1845, po trati lze jezdit rychlostí 160 km/h. Železniční trať Pečky – Kouřim je jednokolejná regionální trať, zahájení dopravy bylo roku 1882.

Veřejná doprava 2011
- Autobusová doprava – Z města vedly autobusové linky např. do těchto cílů: Český Brod, Tuklaty (dopravce ČSAD POLKOST, s. r. o.), Český Brod, Kolín, Nymburk, Poděbrady, Sadská, Tuklaty (dopravce Okresní autobusová doprava Kolín, s. r. o.).
- Železniční doprava – Po trati 011 vede linka S1 (Praha – Kolín) v rámci pražského systému Esko. Železniční stanicí Pečky po trati 011 jezdilo v pracovních dnech 30 párů osobních vlaků a 2 spěšné vlaky, o víkendu 23 párů osobních vlaků. Po trati 012 jezdilo v pracovní dny 14 párů osobních vlaků, o víkendu 9 párů osobních vlaků.